# Quinchães

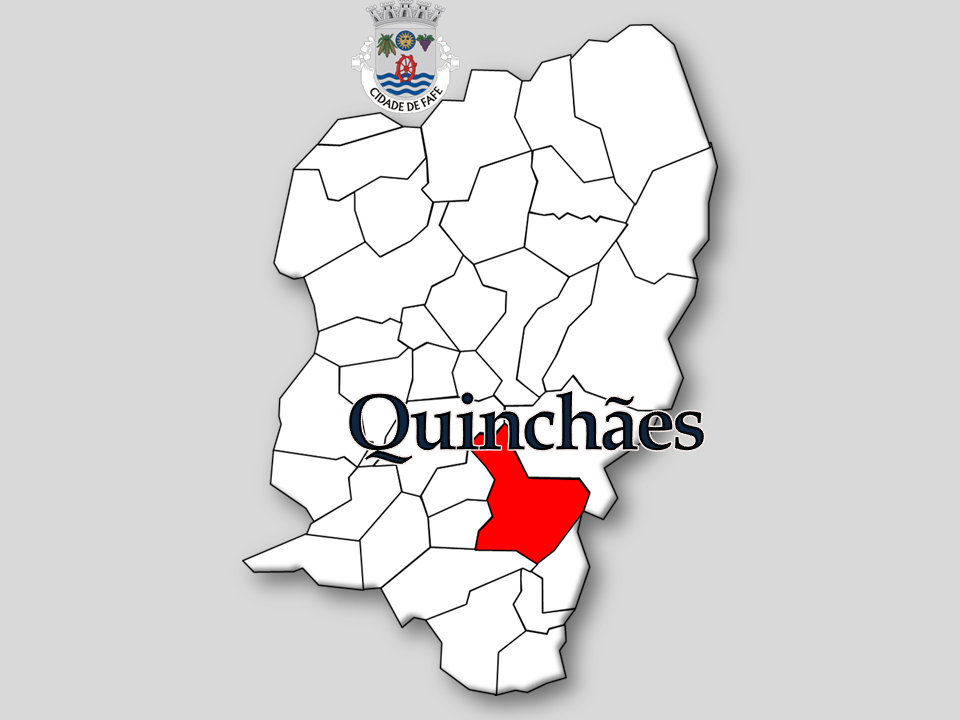
Localização da Freguesia de Quinchães no Município de Fafe

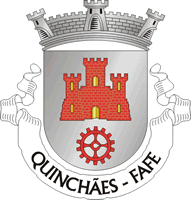
Brasão Junta de Freguesia de Quinchães

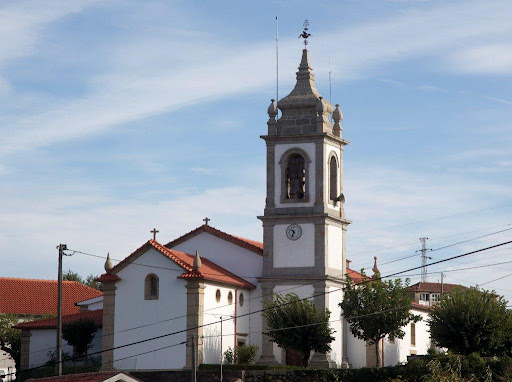
Igreja de São Martinho de Quinchães, situada no coração da freguesia

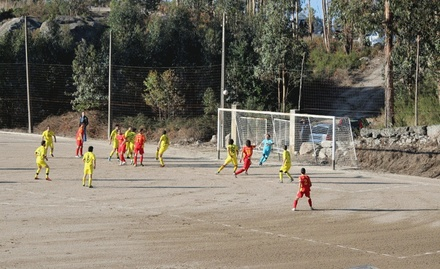
Campo de Jogos da Mata das Águas, local onde joga a equipa de futebol dos "Amigos" de Quinchães

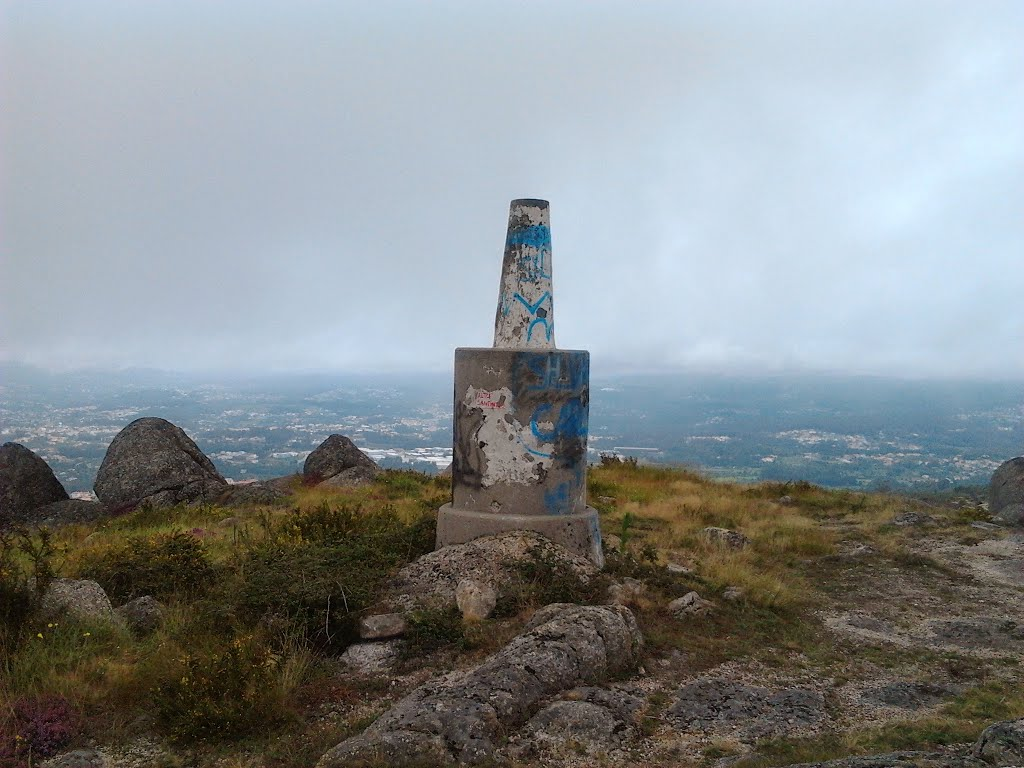
O "Alto do Santinho", situado no lugar de Montim

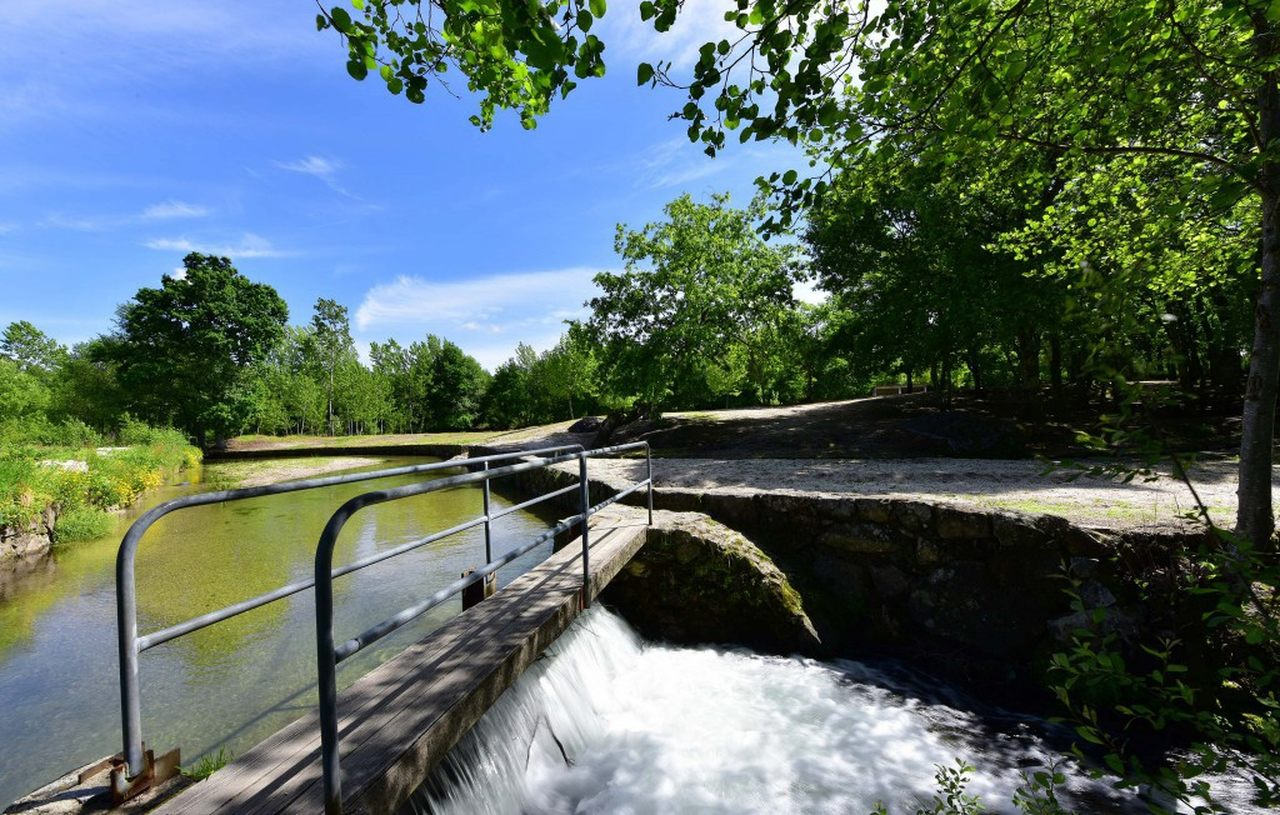
O Parque de Lazer de Quinchães, situado no lugar de Docim

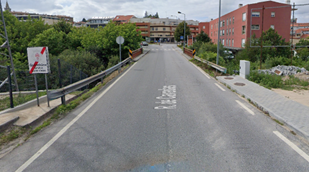
Fronteira da Freguesia de Quinchães com a Freguesia e sede do Município de Fafe, delimitada pela Ponte do Ranha

Quinchães é uma povoação portuguesa sede da Freguesia de Quinchães do Município de Fafe, freguesia com 10,61 km² de área e 2171 habitantes (censo de 2021), tendo, por isso, uma densidade populacional de 204,6 hab./km². 
Esta freguesia está delimitada a noroeste pela Freguesia de Fafe, sede do município, e a nordeste e este pela Freguesia de São Gens. Por sua vez, a oeste pela União de Freguesias de Antime e Silvares São Clemente, e a Sudoeste pela Freguesia de Silvares São Martinho. A sudeste, Quinchães faz fronteira com a União de Freguesias de Seidões, Ardegão e Arnozela, e por uma exclave da Freguesia de São Gens, correspondente ao lugar de Vilela. Existe também uma pequena porção de terreno da Freguesia que faz fronteira com o Município de Celorico de Basto.

## História
Trata-se de uma povoação muito antiga, no seu território repousam vestígios de ocupação pré-histórica, designadamente o reduto fortificado existente no Alto do "Santinho". Da Idade Média, é o conhecido "Castelo Roqueiro" ou "Penedo dos Mouros", atestam a presença humana em épocas remotas. Da mesma altura, restam ainda núcleos rurais muito característicos, como o de Montim e S. Lourenço.

## Demografia
Quinchães é a terceira freguesia mais povoada do município, logo atrás da Freguesia de Fafe e da de Vila de Arões. 
A população registada nos censos foi:
| Ano  | 0-14 Anos | 15-24 Anos | 25-64 Anos | > 65 Anos |
| 2001 | 435       | 368        | 1232       | 309       |
| 2011 | 358       | 261        | 1251       | 408       |
| 2021 | 252       | 232        | 1193       | 494       |

## Património
- Capela Mortuária de Quinchães
- Castelo Roqueiro
- Mata das Águas (Amigos de Quinchães)

## Localidades e Códigos Postais
Zona Industrial do Socorro
4820-570 Quinchães
Agrelo
4820-571 Quinchães
Bairro Novo
4820-572 Quinchães
Casadela
4820-573 Quinchães
Cruzeiro
4820-574 Quinchães
Docim
4820-575 Quinchães
Eirós
4820-576 Quinchães
Grade
4820-577 Quinchães
Levandeira
4820-578 Quinchães
Mata das Águas
4820-579 Quinchães
Montim
4820-580 Quinchães
Outeiro
4820-581 Quinchães
Ponte de Docim
4820-585 Quinchães
Portela
4820-586 Quinchães
Cantoneiras
4820-587 Quinchães
Ranha
4820-588 Quinchães
São Lourenço
4820-589 Quinchães
Serrinha
4820-590 Quinchães
Tomada
4820-592 Quinchães
Veiga
4820-593 Quinchães

## Eleições Autárquicas de 2017
Nas eleições autárquicas de 2017, houve lugar a uma eleição de um novo presidente, Pedro Mota (LIQ), que superou os candidatos Armindo Freitas (PS) e Ivo Cunha (CIQ).
Os resultados eleitorais foram os seguintes:
- LIQ - 600 votos;
- PS - 568 votos;
- CIQ - 272 votos;
- PCP - 11 votos.